# Morti nel 1966/Gennaio
| Questa pagina contiene informazioni ricavate automaticamente dalle voci biografiche con l'ausilio del template Bio e di un bot. L'aggiornamento è periodico e automatico e ricostruisce completamente la pagina. Se manca una persona in questa lista, sei pregato di non aggiungerla, ma accertati piuttosto che la sua voce biografica contenga il template Bio e che i dati anagrafici siano correttamente compilati. Se il template Bio manca, inseriscilo tu stesso o, in alternativa, metti l'avviso {{tmp\|Bio}} che ne segnala la mancanza. Se i dati riportati sono sbagliati, correggi direttamente la voce biografica; le modifiche saranno visibili in questa lista entro pochi giorni. Per chiarimenti vedi il progetto biografie. La lista contiene solo le 96 persone che sono citate nell'enciclopedia e per le quali è stato implementato correttamente il template Bio. Pagina aggiornata al 3 mar 2024. |

- 1º gennaio - Vincent Auriol, politico francese (n. 1884)
- 1º gennaio - Ubaldo Bianchi, lottatore italiano (n. 1890)
- 1º gennaio - Friedrich Wilhelm Levi, matematico tedesco (n. 1888)
- 1º gennaio - Noè Pajetta, avvocato, partigiano e politico italiano (n. 1889)
- 2 gennaio - Dino Alfieri, politico e diplomatico italiano (n. 1886)
- 2 gennaio - Paul Diepgen, ginecologo e storico tedesco (n. 1878)
- 2 gennaio - Paolo Palmisano, avvocato e politico italiano (n. 1889)
- 2 gennaio - Edwin Swatek, pallanuotista e nuotatore statunitense (n. 1885)
- 2 gennaio - Oscar Thorstensen, calciatore norvegese (n. 1901)
- 2 gennaio - Ernest Wilkins, filologo statunitense (n. 1880)
- 3 gennaio - Rex Lease, attore statunitense (n. 1903)
- 4 gennaio - Pietro Ago, militare e politico italiano (n. 1872)
- 5 gennaio - Antonio Albertini, magistrato e politico italiano (n. 1872)
- 5 gennaio - Gian Gaspare Napolitano, giornalista, scrittore e sceneggiatore italiano (n. 1907)
- 6 gennaio - Guido Albanese, compositore italiano (n. 1893)
- 6 gennaio - Anna Gréki, poetessa algerina (n. 1931)
- 6 gennaio - Jean Lurçat, pittore francese (n. 1892)
- 6 gennaio - Ettore Neri, calciatore italiano (n. 1896)
- 6 gennaio - Eduard Schulte, imprenditore tedesco (n. 1891)
- 7 gennaio - William Jeffrey, allenatore di calcio scozzese (n. 1892)
- 7 gennaio - Vladimir Michajlovič Petrov, regista cinematografico russo (n. 1896)
- 7 gennaio - Bimal Roy, regista indiano (n. 1909)
- 8 gennaio - Alberto Cianca, giornalista e politico italiano (n. 1884)
- 8 gennaio - Alessandro Resch, aviatore italiano (n. 1892)
- 9 gennaio - Duilio Donzelli, scultore e pittore italiano (n. 1882)
- 9 gennaio - Robert Faas, calciatore tedesco (n. 1889)
- 9 gennaio - Ladislav Prokeš, scacchista e compositore di scacchi cecoslovacco (n. 1884)
- 9 gennaio - Hugh Sanders, attore statunitense (n. 1911)
- 9 gennaio - Generoso del Santissimo Crocifisso, presbitero e teologo italiano (n. 1881)
- 10 gennaio - Giovanni Battista Rebuffo, calciatore e allenatore di calcio italiano (n. 1899)
- 10 gennaio - Nishizō Tsukahara, ammiraglio giapponese (n. 1887)
- 10 gennaio - William Patrick Whelan, arcivescovo cattolico sudafricano (n. 1907)
- 11 gennaio - Alberto Giacometti, scultore e pittore svizzero (n. 1901)
- 11 gennaio - Hannes Kolehmainen, maratoneta e mezzofondista finlandese (n. 1889)
- 11 gennaio - Lal Bahadur Shastri, politico indiano (n. 1904)
- 12 gennaio - Carlo Galli, diplomatico italiano (n. 1878)
- 12 gennaio - John Hunter, allenatore di calcio e calciatore scozzese (n. 1878)
- 12 gennaio - Manuel Hurtado y García, vescovo cattolico spagnolo (n. 1896)
- 13 gennaio - Leopoldo Baracco, avvocato e politico italiano (n. 1886)
- 13 gennaio - Alberto Santana, regista, sceneggiatore e produttore cinematografico cileno (n. 1897)
- 14 gennaio - Curt Backeberg, botanico tedesco (n. 1894)
- 14 gennaio - Bill Carr, velocista statunitense (n. 1909)
- 14 gennaio - Sergej Pavlovič Korolëv, ingegnere sovietico (n. 1907)
- 14 gennaio - Allan Roberts, musicista statunitense (n. 1905)
- 14 gennaio - Charles Van den Borren, musicologo belga (n. 1874)
- 15 gennaio - Abubakar Tafawa Balewa, politico nigeriano (n. 1912)
- 15 gennaio - Heinrich Keimig, pallamanista tedesco (n. 1913)
- 16 gennaio - Giulio Allori, pittore italiano (n. 1894)
- 16 gennaio - Bobby Burns, attore e regista cinematografico statunitense (n. 1878)
- 16 gennaio - Courtney Hodges, generale statunitense (n. 1887)
- 17 gennaio - Vincent J. Donehue, regista statunitense (n. 1915)
- 18 gennaio - Henri Biard, militare e aviatore britannico (n. 1892)
- 18 gennaio - Carlo Frigerio, tipografo, giornalista e anarchico italiano (n. 1878)
- 19 gennaio - Mihály Kispéter, calciatore ungherese (n. 1919)
- 19 gennaio - Ruth Landshoff, attrice e scrittrice tedesca (n. 1904)
- 19 gennaio - Luciano Marmo, calciatore e dirigente sportivo italiano (n. 1900)
- 19 gennaio - Aureliano Santini, politico, antifascista e partigiano italiano (n. 1911)
- 20 gennaio - George Devine, attore e regista teatrale inglese (n. 1910)
- 20 gennaio - Vincenzo Diamare, anatomista e patologo italiano (n. 1871)
- 21 gennaio - Cyril Seedhouse, velocista britannico (n. 1882)
- 22 gennaio - Maurice Gastiger, calciatore francese (n. 1896)
- 22 gennaio - Albert Hull, fisico statunitense (n. 1880)
- 22 gennaio - Herbert Marshall, attore britannico (n. 1890)
- 23 gennaio - Asbjørn Aamodt, calciatore norvegese (n. 1893)
- 23 gennaio - Giulia Melidoni, attrice italiana (n. 1913)
- 23 gennaio - Gustaf Olson, ginnasta svedese (n. 1883)
- 23 gennaio - Almerindo Portfolio, imprenditore italiano (n. 1878)
- 24 gennaio - Homi Jehangir Bhabha, fisico indiano (n. 1909)
- 24 gennaio - Michele Gortani, geologo, paleontologo e politico italiano (n. 1883)
- 24 gennaio - Alexander Ireland, pugile britannico (n. 1901)
- 25 gennaio - Saul Adler, microbiologo bielorusso (n. 1895)
- 26 gennaio - Benedetto De Beni, ingegnere italiano (n. 1903)
- 26 gennaio - Nikolaj Mordvinov, attore sovietico (n. 1901)
- 26 gennaio - James Thompson, nuotatore scozzese (n. 1906)
- 27 gennaio - Víctor Català, scrittrice spagnola (n. 1869)
- 27 gennaio - Elizabeth Wyn Wood, scultrice canadese (n. 1903)
- 28 gennaio - Bruno Bianchi, nuotatore italiano (n. 1943)
- 28 gennaio - Amedeo Chimisso, nuotatore italiano (n. 1946)
- 28 gennaio - Paolo Costoli, nuotatore e pallanuotista italiano (n. 1910)
- 28 gennaio - Sergio De Gregorio, nuotatore italiano (n. 1946)
- 28 gennaio - Ed Hickox, cestista, giocatore di football americano e allenatore di pallacanestro statunitense (n. 1878)
- 28 gennaio - Carmen Longo, nuotatrice italiana (n. 1947)
- 28 gennaio - Luciana Massenzi, nuotatrice italiana (n. 1945)
- 28 gennaio - Dino Rora, nuotatore italiano (n. 1945)
- 28 gennaio - Daniela Samuele, nuotatrice italiana (n. 1948)
- 28 gennaio - Nico Sapio, giornalista e telecronista sportivo italiano (n. 1929)
- 28 gennaio - Ada Tschechowa, attrice teatrale e imprenditrice tedesca (n. 1916)
- 29 gennaio - Fernande Olivier, modella e scrittrice francese (n. 1881)
- 29 gennaio - Hartley Power, attore statunitense (n. 1894)
- 30 gennaio - Erik Bergström, calciatore svedese (n. 1886)
- 30 gennaio - Fritz Carlsson, calciatore svedese (n. 1893)
- 30 gennaio - Géza Tuli, ginnasta ungherese (n. 1888)
- 31 gennaio - Dirk Brouwer, astronomo olandese (n. 1902)
- 31 gennaio - Frej Liewendahl, mezzofondista finlandese (n. 1902)
- 31 gennaio - Elizabeth Patterson, attrice statunitense (n. 1874)
- 31 gennaio - Arthur Percival, generale britannico (n. 1887)